# Enrique Calderón Alzati
Enrique Calderón Alzati (n. México; f. Xalapa, Veracruz, 19 de mayo de 2022) fue un físico teórico e ingeniero eléctrico mexicano, especialista en ciencias de la computación y la información, experto en tecnologías de la información y la comunicación (TIC), profesor, investigador, innovador, divulgador de la ciencia y periodista científico. Colaboró en el periódico La Jornada desde 1988. Fue presidente de la Red Iberoamericana de Informática Educativa, director del Instituto Latinoamericano de la Comunicación Educativa, director del Centro de Procesamiento de Datos de la Secretaría de Educación Pública de su país y titular de la Dirección General de Sistemas y Procesos Electrónicos de la Secretaría de Programación y Presupuesto. Fue también uno de los fundadores de la Sociedad Mexicana de Computación en la Educación (SOMECE). Recibió el premio nacional de la Academia Mexicana de la Informática.

## Formación académica
Estudió en una escuela secundaria pública, en la Escuela Nacional Preparatoria de la Universidad Nacional Autónoma de México (UNAM), la licenciatura en física en la Facultad de Ciencias de la UNAM y la maestría en ingeniería eléctrica y el doctorado en ciencias de la computación y la ciencias de la información en la Universidad de Pensilvania.

## Nombramientos
Fue director de la Fundación Arturo Rosenblueth. Participó en Alianza Cívica para vigilar las elecciones presidenciales de 1994. Fundó el Proyecto Galileo de Computadoras para la Educación y fue director de la Red Iberoamericana de Informática Educativa (1987-1992). Fue uno de los primeros promotores del uso masivo de la bicicleta y creador del Movimiento Bicicletero, que exigió ciclopistas. Dirigió la oficina de la sede en México del Instituto Latinoamericano de la Comunicación Educativa. Fue miembro del Consejo Consultivo del Diccionario del español de México (DEM), en el área de computación.

## Publicaciones

### Libros
Autoría individual
- Computadoras en la educación. Trillas. 1988. 258 pp. ISBN 9682427118, 978968247114
- Escenarios rumbo a las elecciones del 2018. Publicación independiente. M01 30. 207 pp. ISBN 1976992591, 9781976992599
- El jugador de abalorios: memorias 2020. Xalapa, Ver.: El autor. 602 p. ISBN en trámite

En coautoría
- Geografía de la educación media superior: 2009-2012 Aprendiendo a pensar, con Beatriz Hernández Avilés. Tecnología Educativa Galileo. 2013. 208 pp. México. ISBN 6079610205, 9786079610203
- Geografía de las elecciones presidenciales de México 2012, con Beatriz Hernández Avilés y Servando Calderón Alzati. La Jornada. 2012. 90 pp.
- Constructores de conocimiento: Papert y su visión, con Germán Escorcia Saldarriaga, Marco Antonio Murray Lasso, Enrique Ruiz Velasco Sánchez, Eleonora Badilla-Saxe, Michael Quinn y Claudia Marina Vicario Solórzano. Corporación Universitaria para el Desarrollo de Internet. 2020. M06 6.B150 pp.

## Reconocimientos
Fue nombrado por el Consejo Nacional de Ciencia y Tecnología como representante de su país ante el Comité Español de Festejos del Quinto Centenario. En 1992, la Academia Nacional de Informática le otorgó el Premio Nacional de Informática. Se le hizo un homenaje con un minuto de silencio en junio del 2022, en el ILCE, cuya representación en México él dirigió en sus últimos años.

## Familia
Su abuelo, Servando Alzati, fue el primer ingeniero ferroviario en México a finales del siglo XIX.

## Ligas externas
- Semblanza de Enrique Calderón Alzati (somece2015.unam.mx)

- Datos: Q112082476